# Pechbonnieu
 Pechbonnieu  là một xã thuộc tỉnh Haute-Garonne trong vùng Occitanie tây nam nước Pháp. Xã này nằm ở khu vực có độ cao trung bình 200 mét trên mực nước biển.

## Di tích

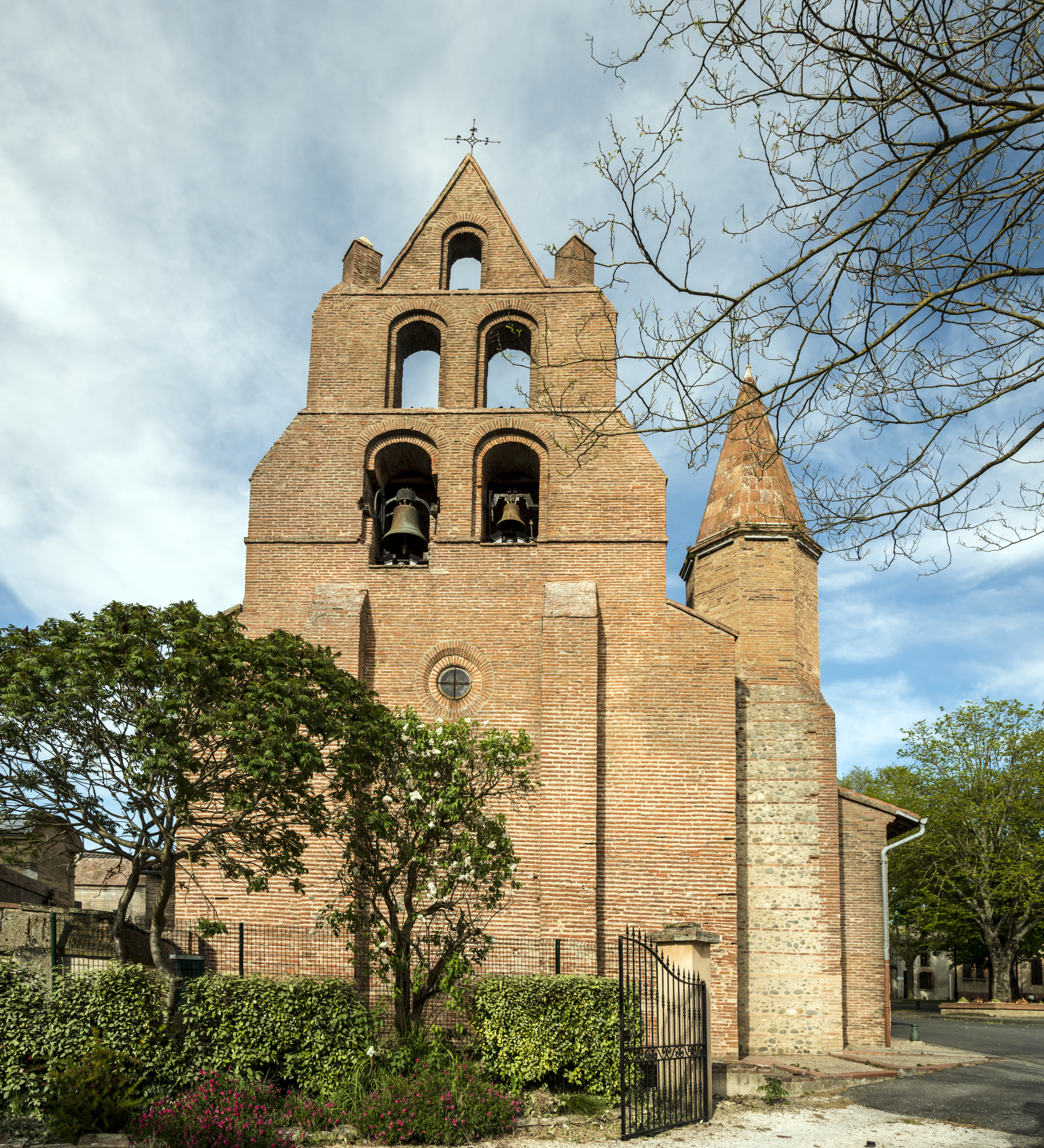
Nhà thờ
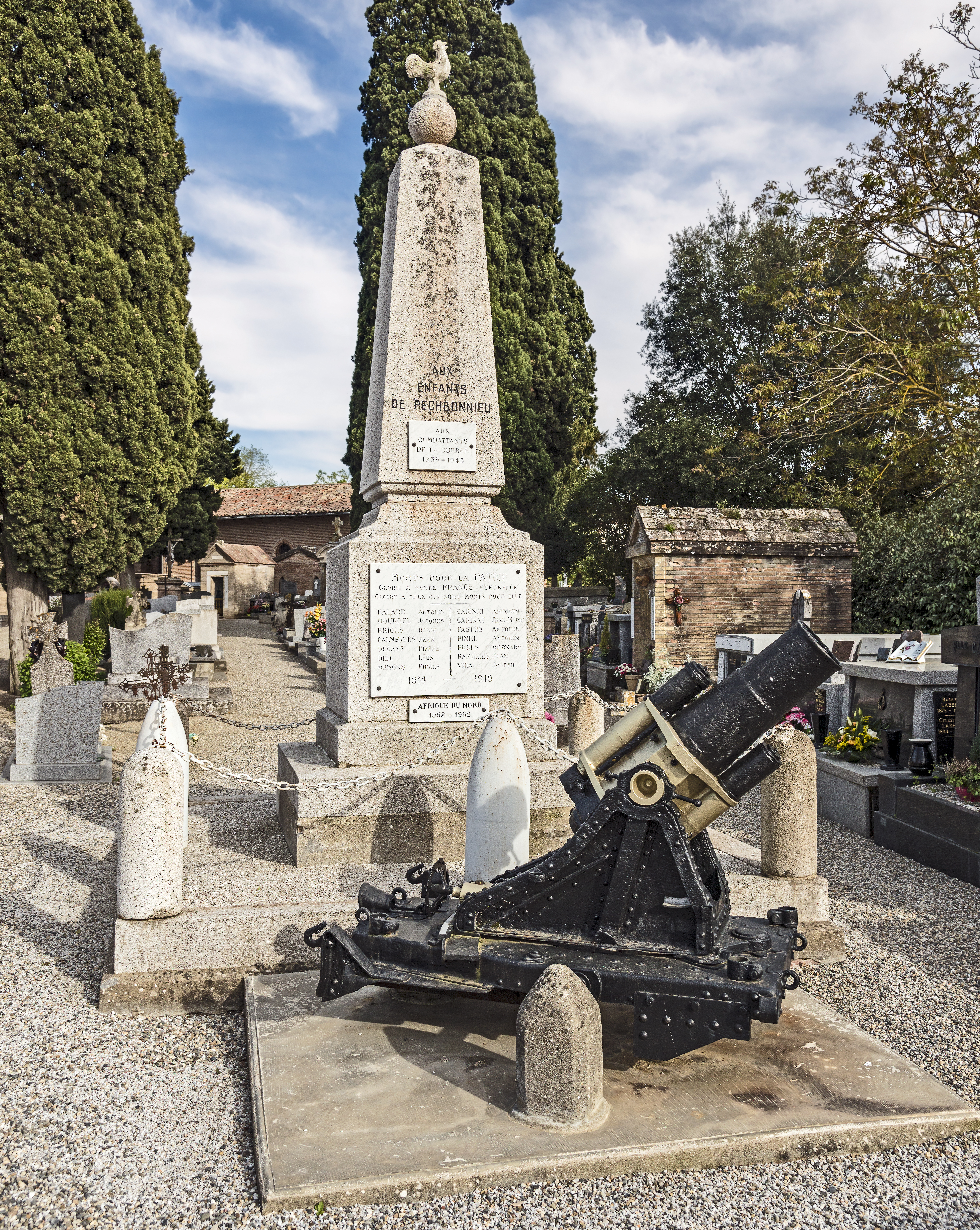
Đài tưởng niệm chiến tranh